# Corre-soques orellut centreamericà
El corre-soques orellut centreamericà (Pseudocolaptes lawrencii) és una espècie d'ocell de la família dels furnàrids (Furnariidae). Habita la selva humida a les muntanyes de Costa Rica i Panamà.